# Kathleen
Kathleen er en amerikansk stumfilm fra 1906 af Edwin S. Porter.

## Medvirkende
- Kitty O'Neil som Kathleen
- Walter Griswoll som Terence O'Moore
- H.L. Bascomb som Clearfield
- W.R. Floyd som Dugan
- E.M. Leslie som David O'Connor